# 中都県 (平遥県)
中都県（ちゅうと-けん）は中華人民共和国山西省にかつて存在した県。現在の晋中市の一部に相当する。
秦代に現在の平遥県南西部に設置された。南北朝時代、北魏により現在の晋中市楡次区東部に移され、更に北斉により現在の楡次区に遷された。隋代になると楡次県と改称された。楡次県に関しては楡次区#歴史を参照。